# Turanogryllus eous
Turanogryllus eous är en insektsart som beskrevs av Bei-bienko 1956. Turanogryllus eous ingår i släktet Turanogryllus och familjen syrsor. Inga underarter finns listade i Catalogue of Life.